# 寥廓街道
寥廓街道，是中华人民共和国云南省曲靖市麒麟区下辖的一个乡镇级行政单位。

## 行政区划
寥廓街道下辖以下地区：
天池社区、文昌社区、康桥社区、玄塘社区、龙潭社区、梅园社区、方家园社区、胜峰社区和园林社区。